# Referéndums sobre la bandera de Nueva Zelanda de 2015-2016
Entre 2015 y 2016 se realizaron dos referéndums para escoger la bandera de Nueva Zelanda. El proceso de votación constó de dos etapas para determinar si se cambiaba la bandera y, en caso afirmativo, a cuál.
La primera votación tuvo lugar entre el 20 de noviembre y el 11 de diciembre de 2015, y preguntó «Si la bandera de Nueva Zelanda cambia, ¿qué bandera preferiría?». El segundo referéndum, que comenzó el 3 de marzo y finalizó el 24 de marzo de 2016, preguntó a los votantes si preferían mantener la bandera actual o la versión alternativa elegida en la primera fase.
Los resultados del primer referéndum dieron como ganador al diseño Silver Fern de color negro, blanco y azul con un 50,58 % de los votos, pero perdió en el segundo referéndum al enfrentarse a la bandera existente, que ganó con un 56,74 %.
Los cuatro diseños con la hoja de helecho plateado y el koru —un símbolo del arte maorí con forma de espiral— fueron seleccionados por el Comité de Estudio de la Bandera, mientras que la bandera con el chevrón —una forma de «V» invertida— fue incluida por iniciativa popular tras recoger 50 000 firmas debido al desencanto con las opciones restantes.

## Trasfondo
Nueva Zelanda ha tenido varios debates a lo largo de la historia acerca de si la bandera nacional debería cambiarse. Durante décadas se han propuesto diseños alternativos, con niveles de apoyo variables. No existe consenso entre los proponentes sobre qué modelo debería reemplazarla.
En enero de 2014, el primer ministro John Key propuso la idea de hacer un referéndum durante las elecciones generales de 2014. La propuesta fue recibida con reacciones diversas. En marzo de ese mismo año, Key anunció que dicho referéndum tendría lugar durante los siguientes tres años.

## Proceso de participación pública

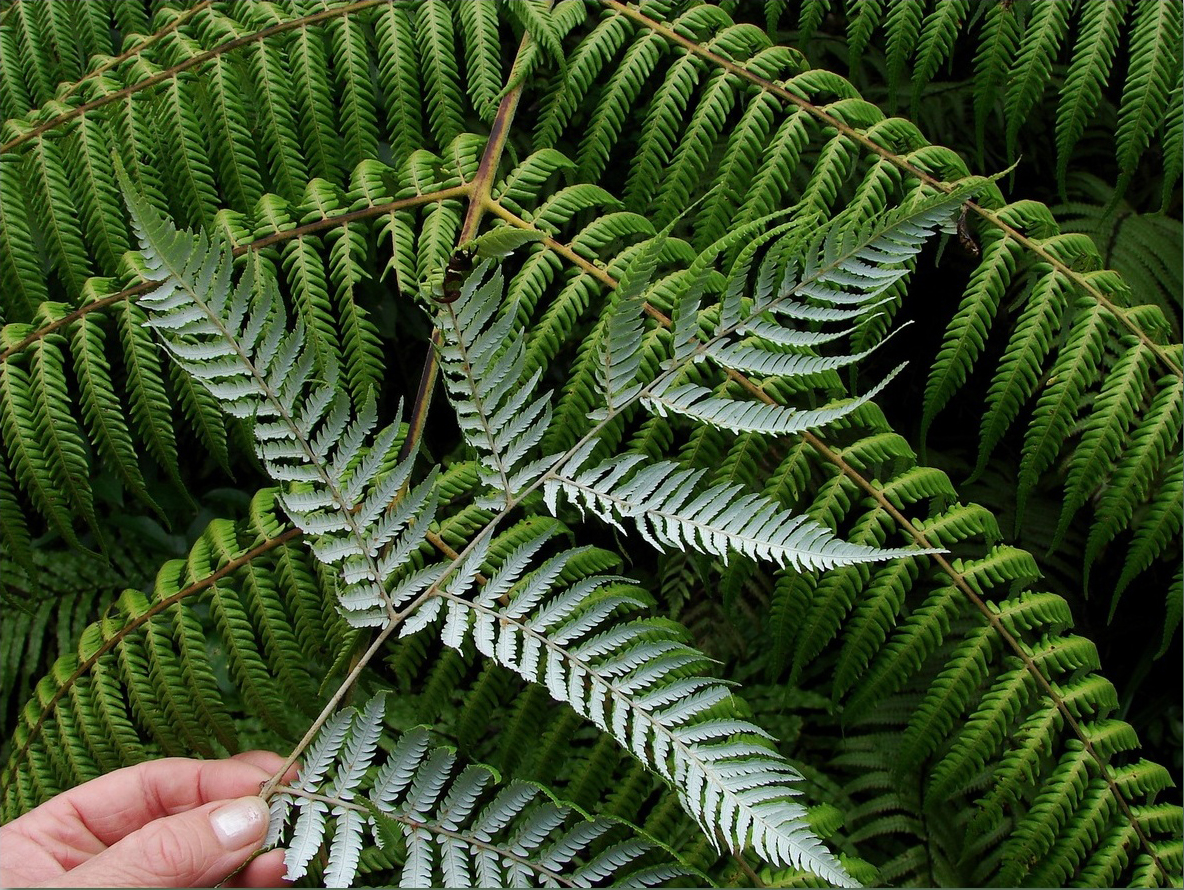
Una hoja de helecho plateado (silver fern), un elemento común en muchos de los diseños propuestos.

Como parte del proceso de participación, se solicitaron diseños y sugerencias sobre el simbolismo de la bandera hasta el 16 de julio, lo que dio lugar a un total de 10 292 propuestas.

### Lista preliminar
De todos los diseños propuestos, el Comité de Estudio de la Bandera seleccionó una lista inicial de 40, revelados al público el 10 de agosto:

Wā kāinga / Home de Studio Alexander[nota 1]
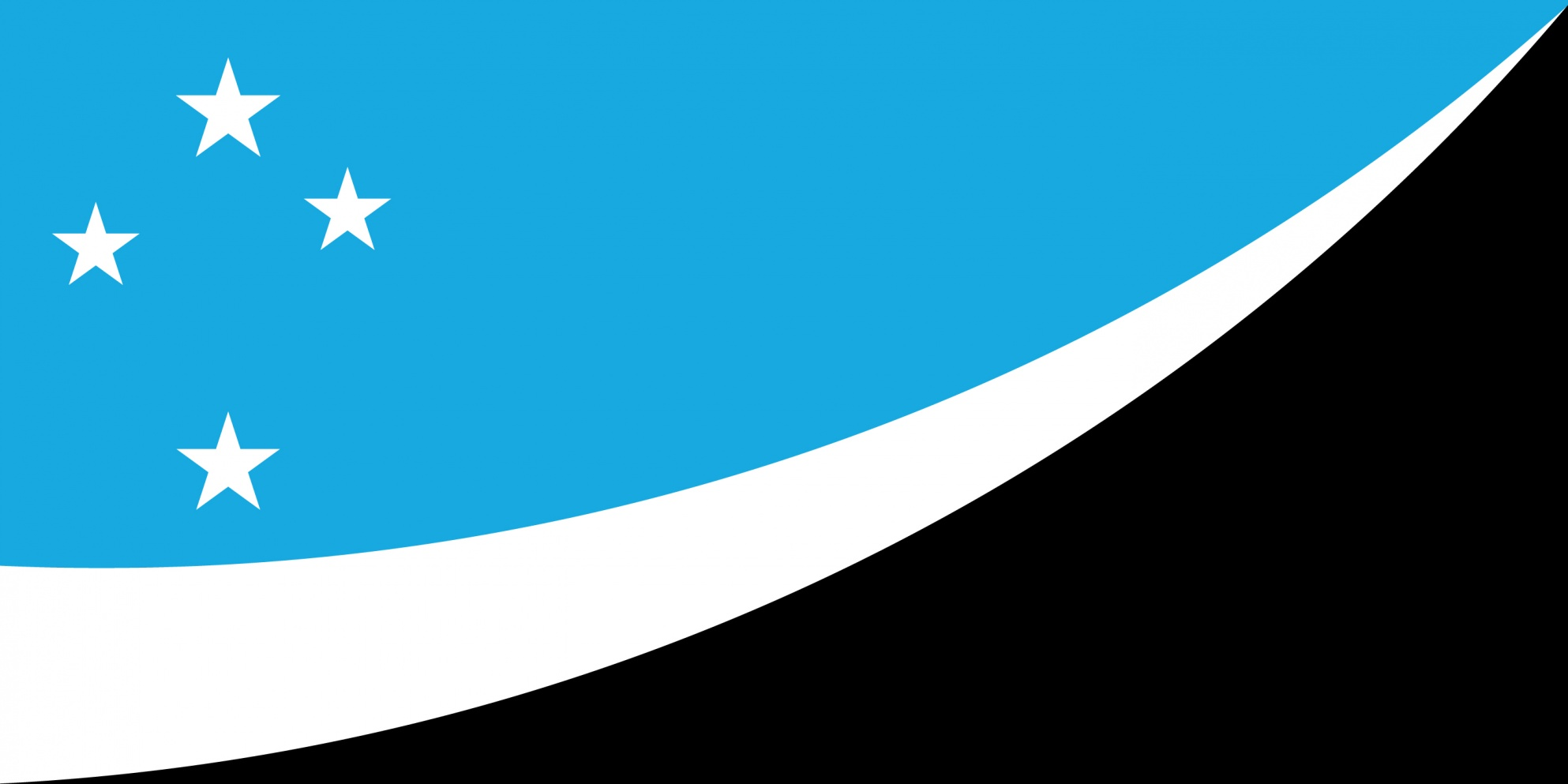
Land Of The Long White Cloud (azul océano) de Mike Archer
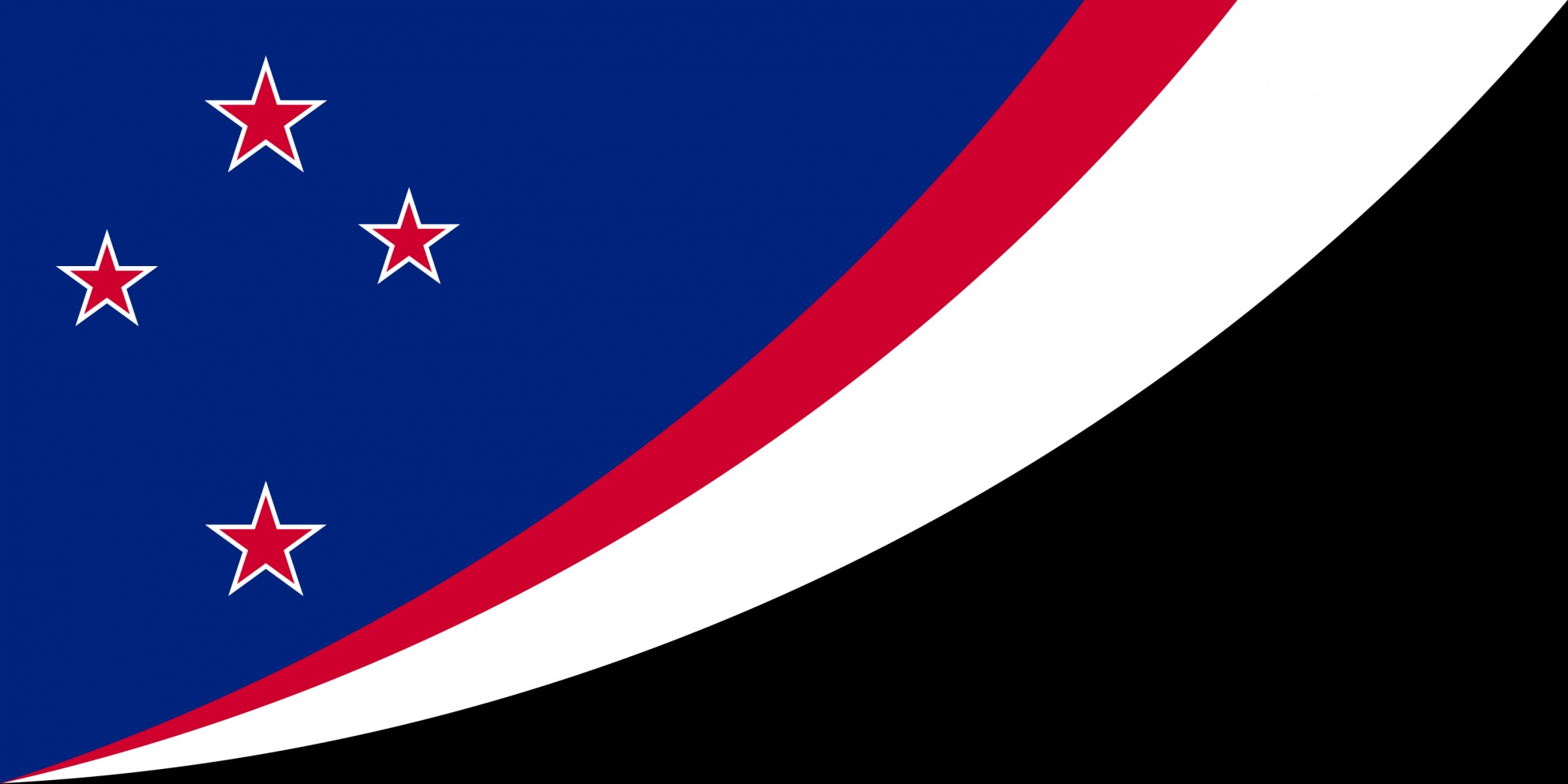
Land Of The Long White Cloud (azul tradicional) de Mike Archer
Huihui/Together de Sven Baker
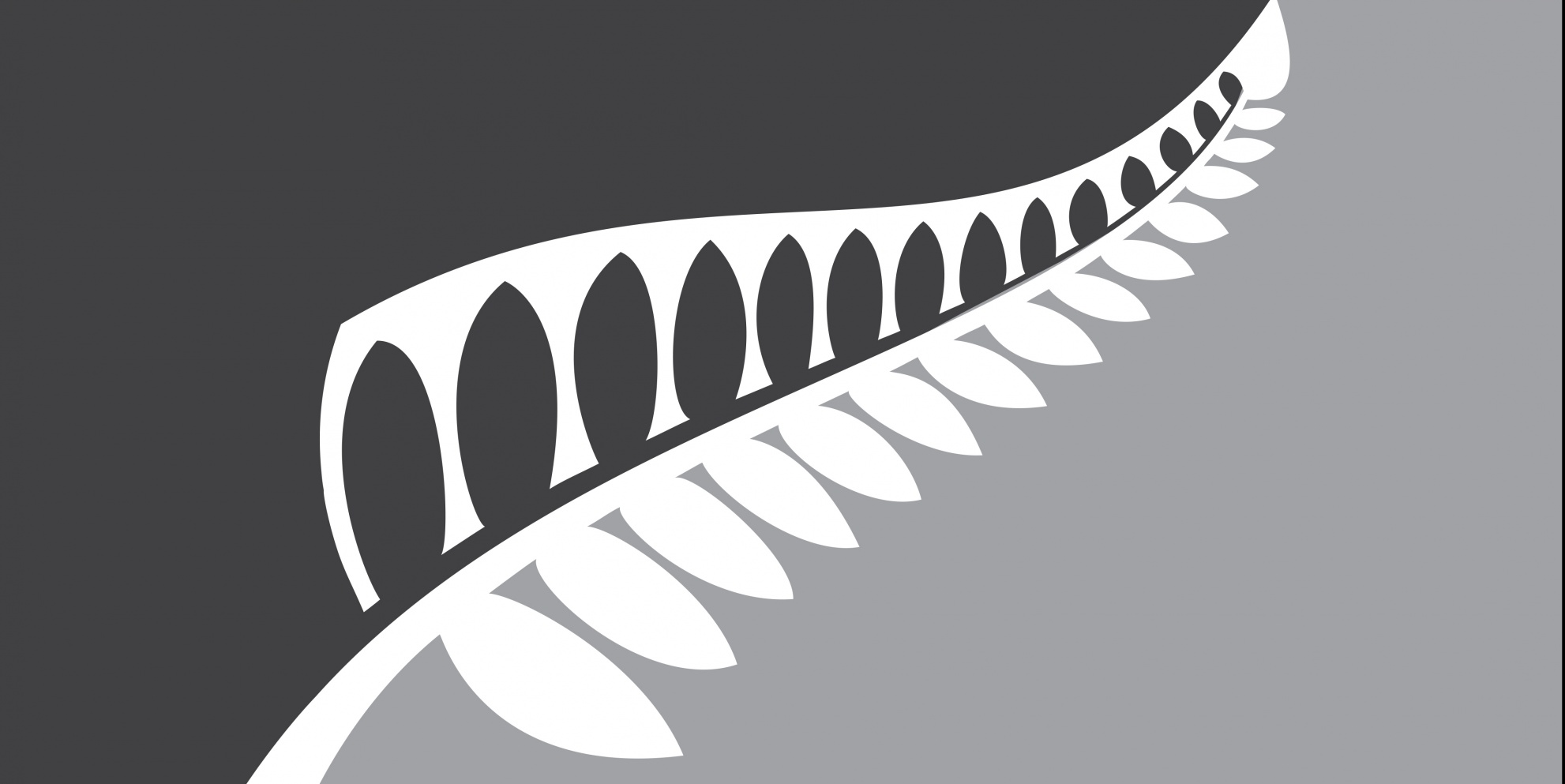
Silver Fern (negro y plateado) de Sven Baker
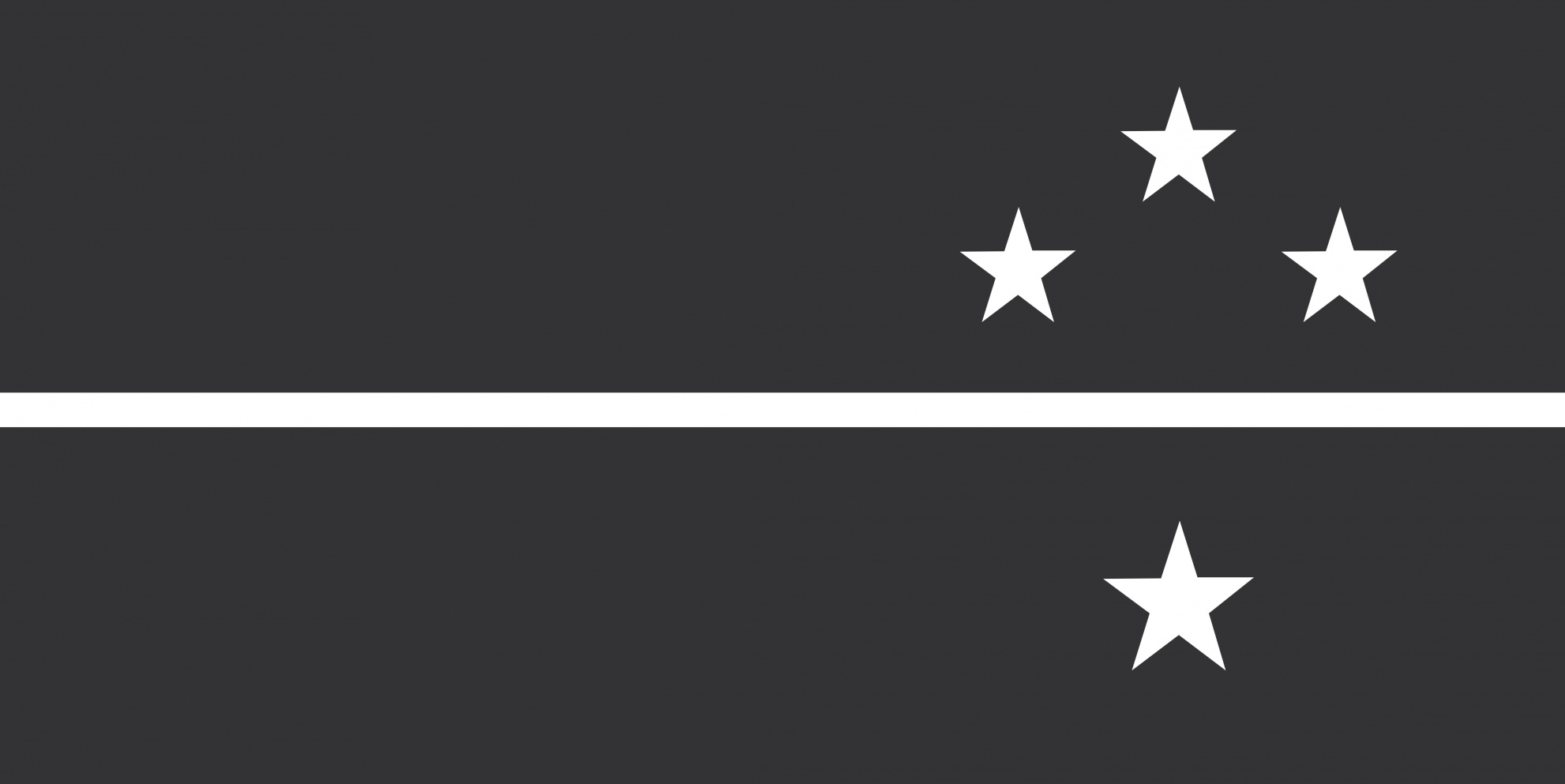
Southern Cross Horizon de Sven Baker
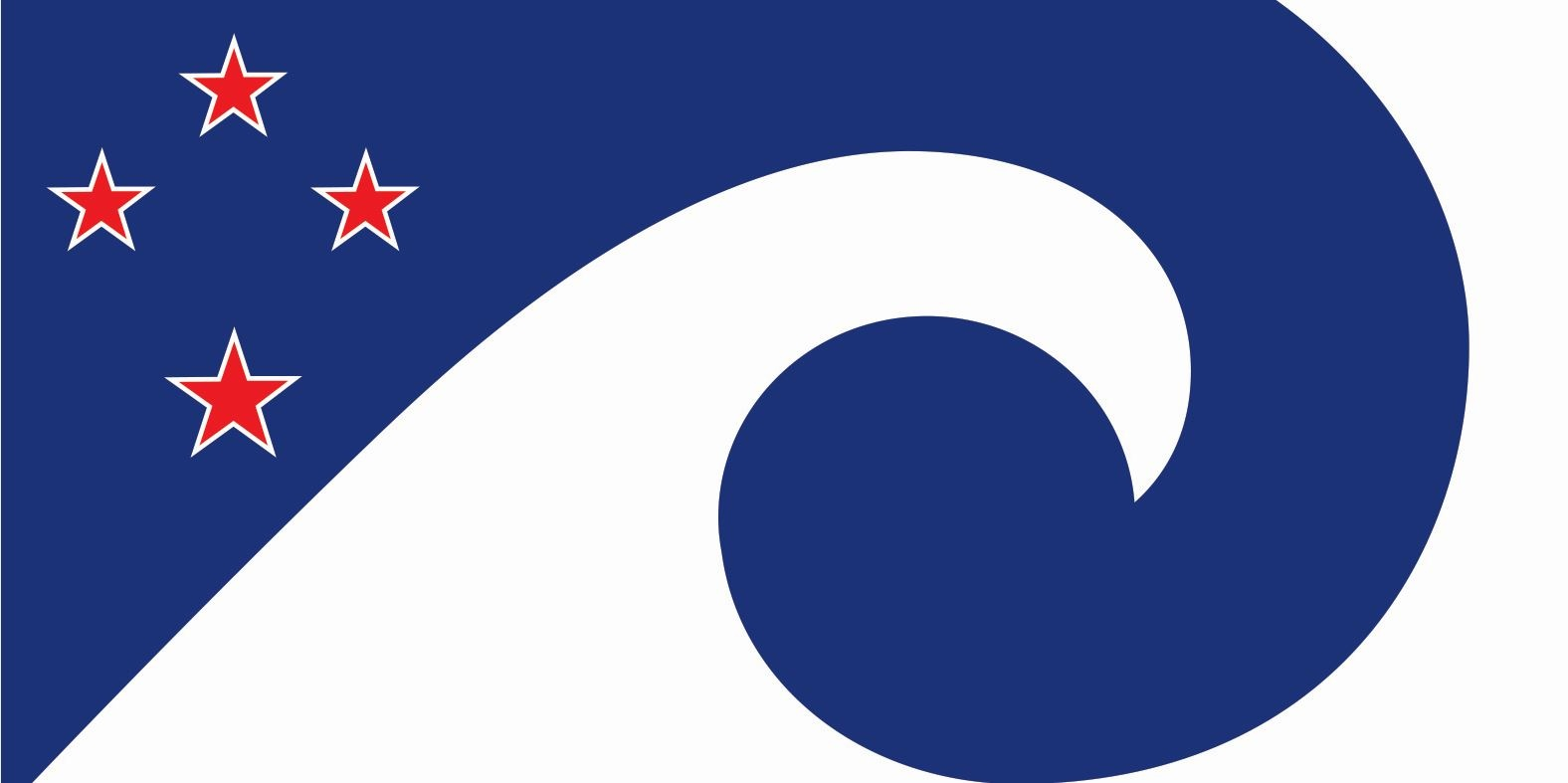
Southern Koru de Sven Baker
Unity Koru de Sven Baker
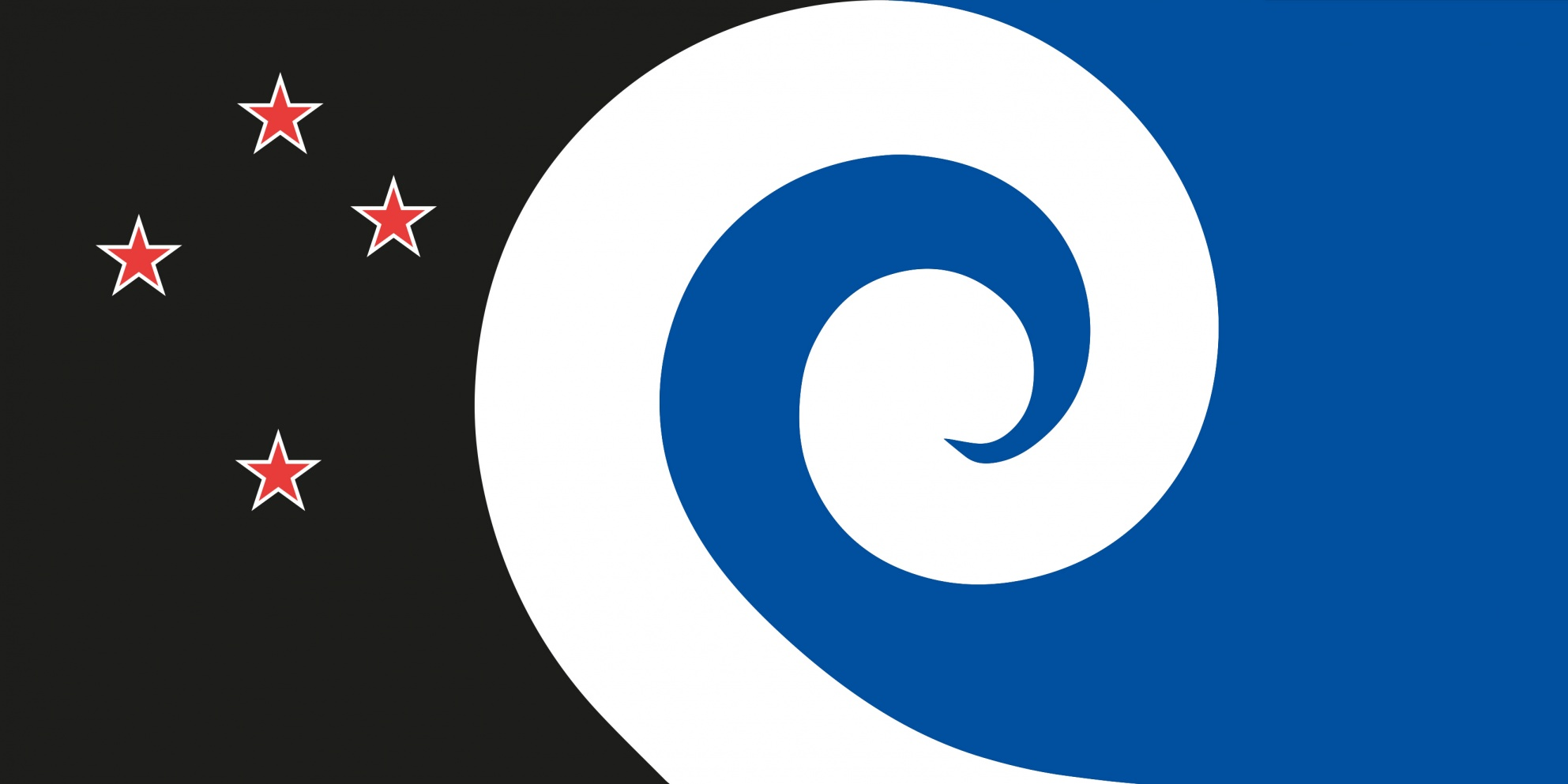
Inclusive de Dominic Carroll
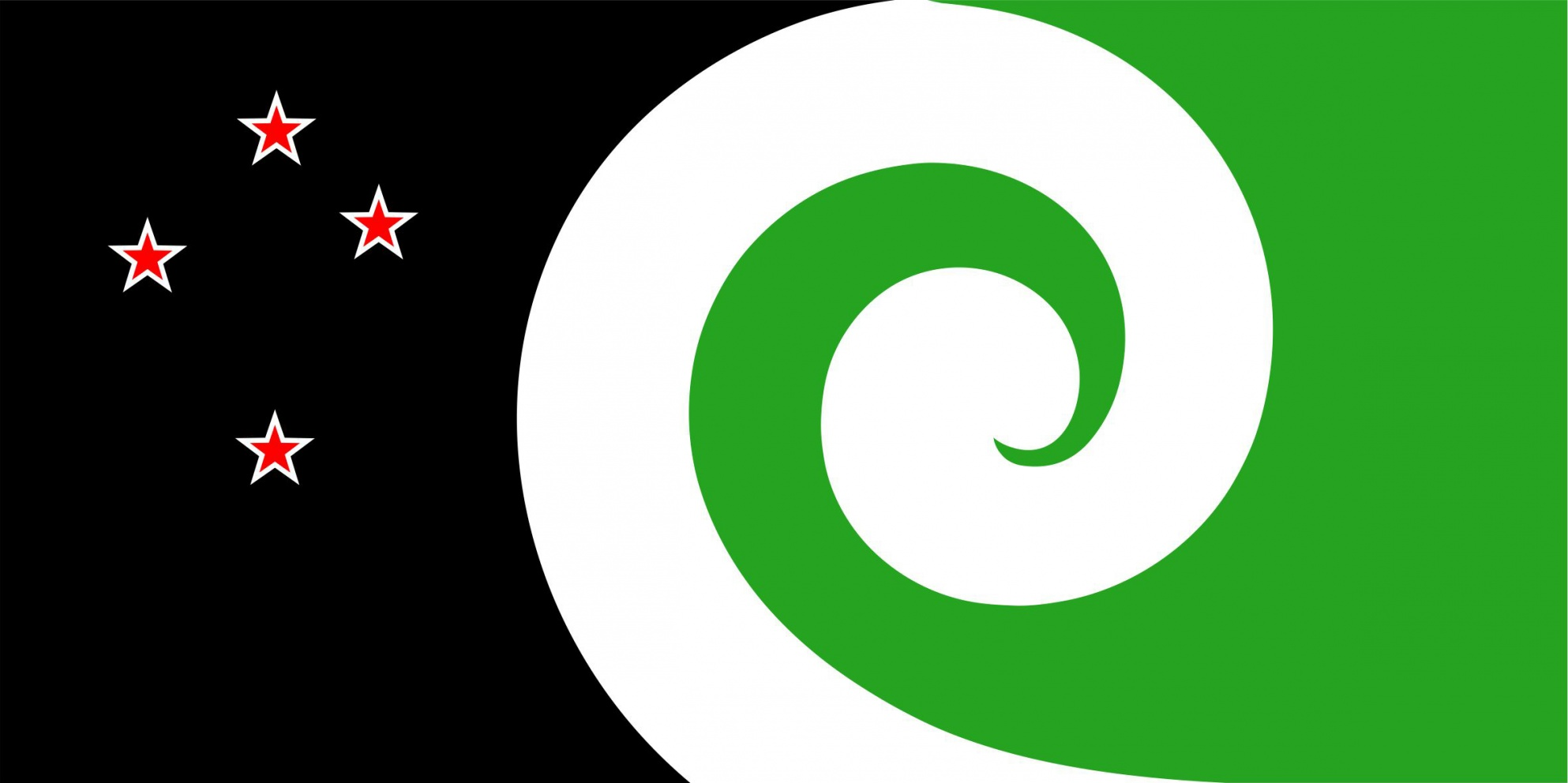
Moving Forward de Dominic Carroll
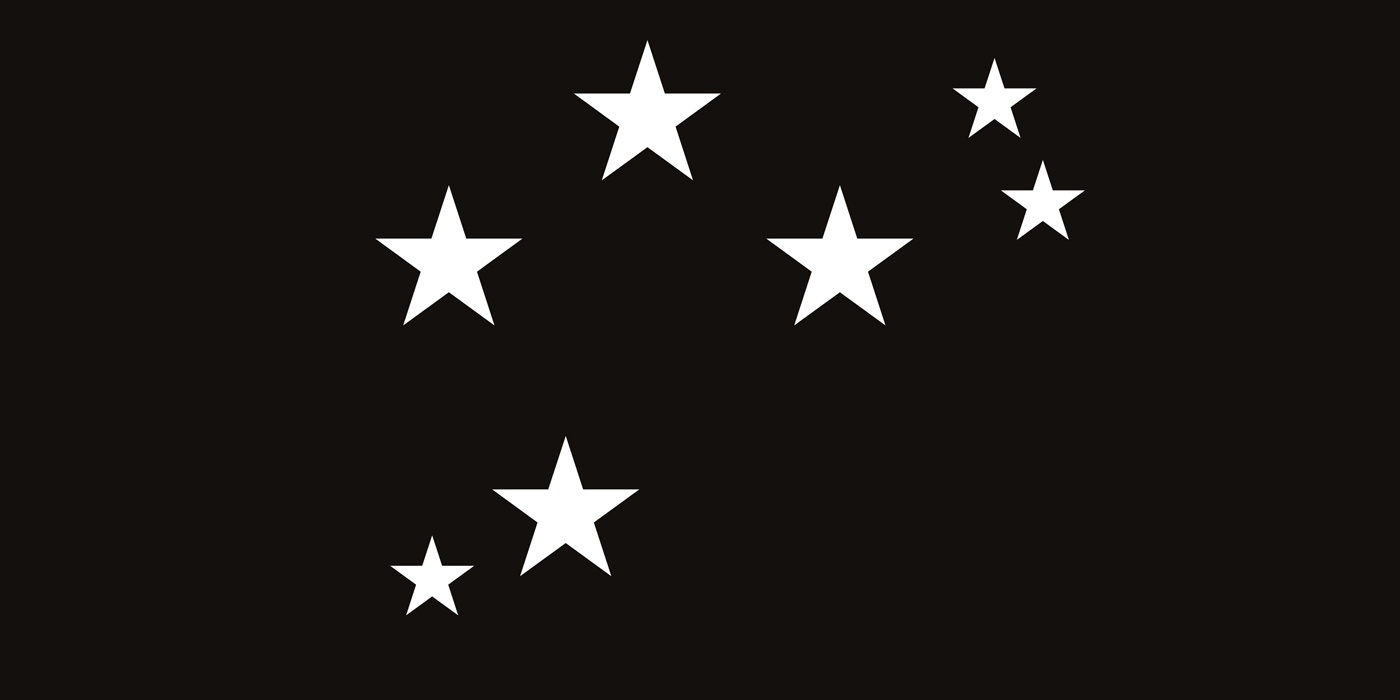
The Seven Stars of Matariki de Matthew Clare
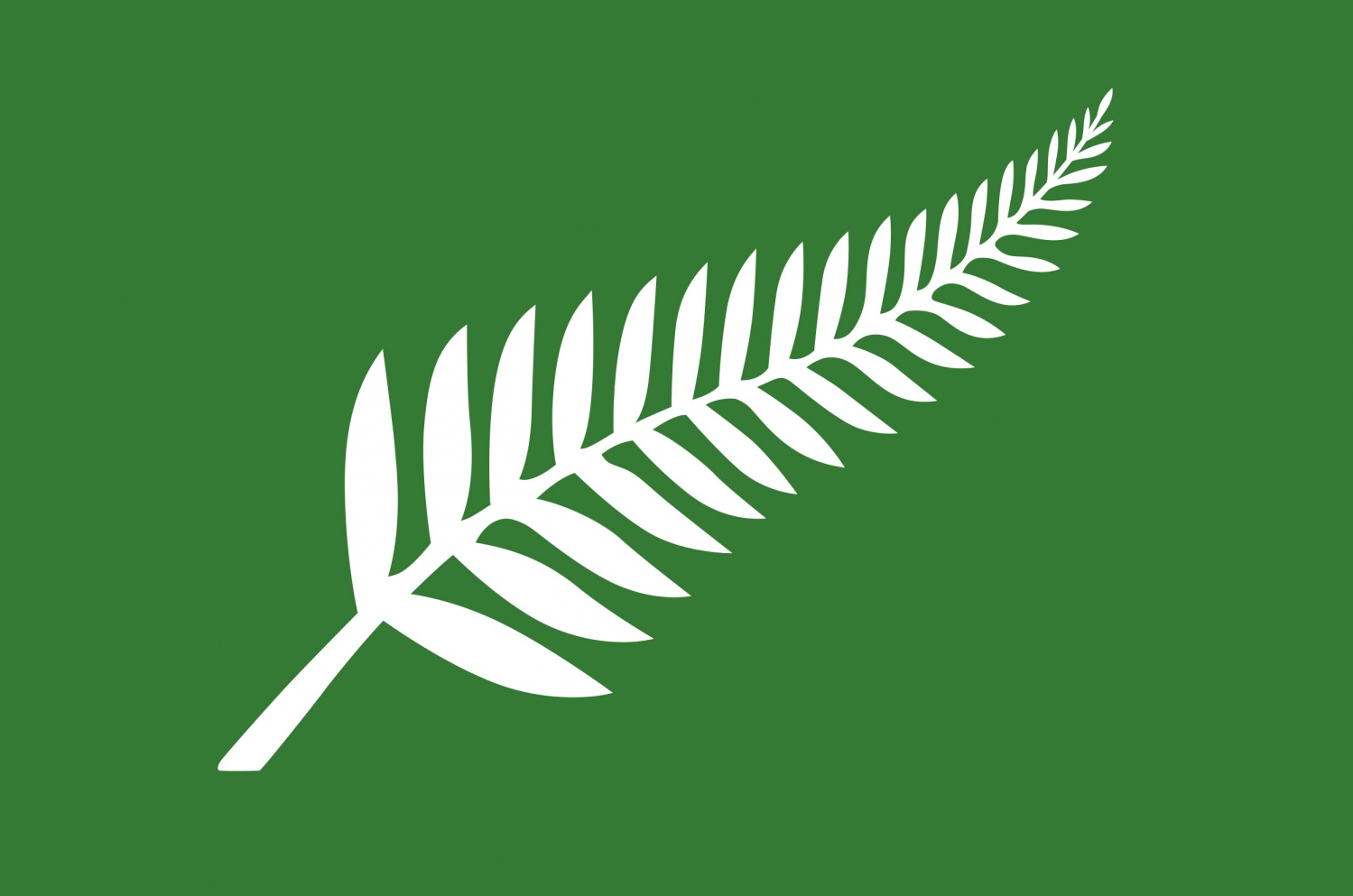
Silver Fern (verde) de Roger Clarke
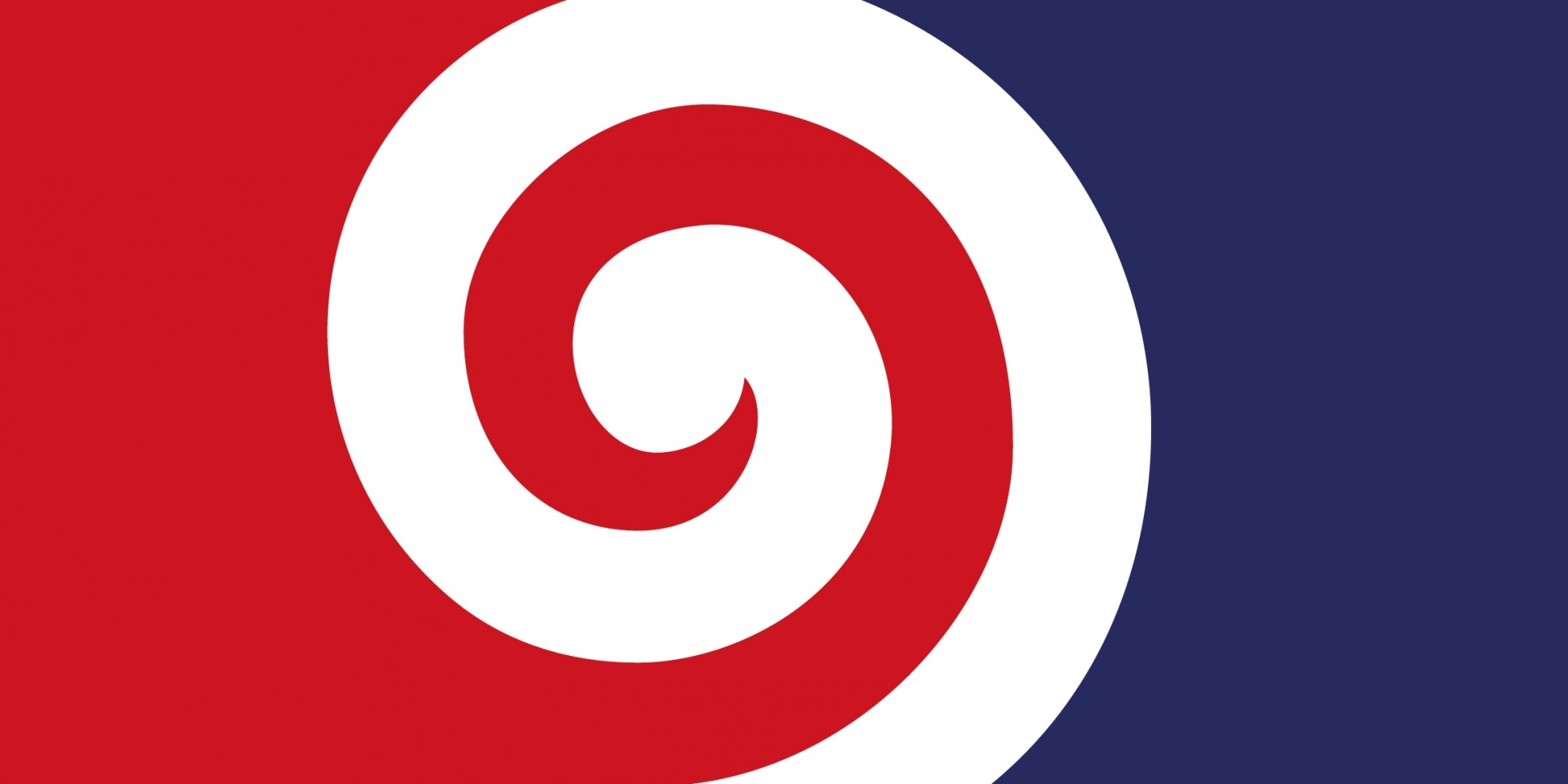
Curly Koru de Daniel Crayford y Leon Cayford
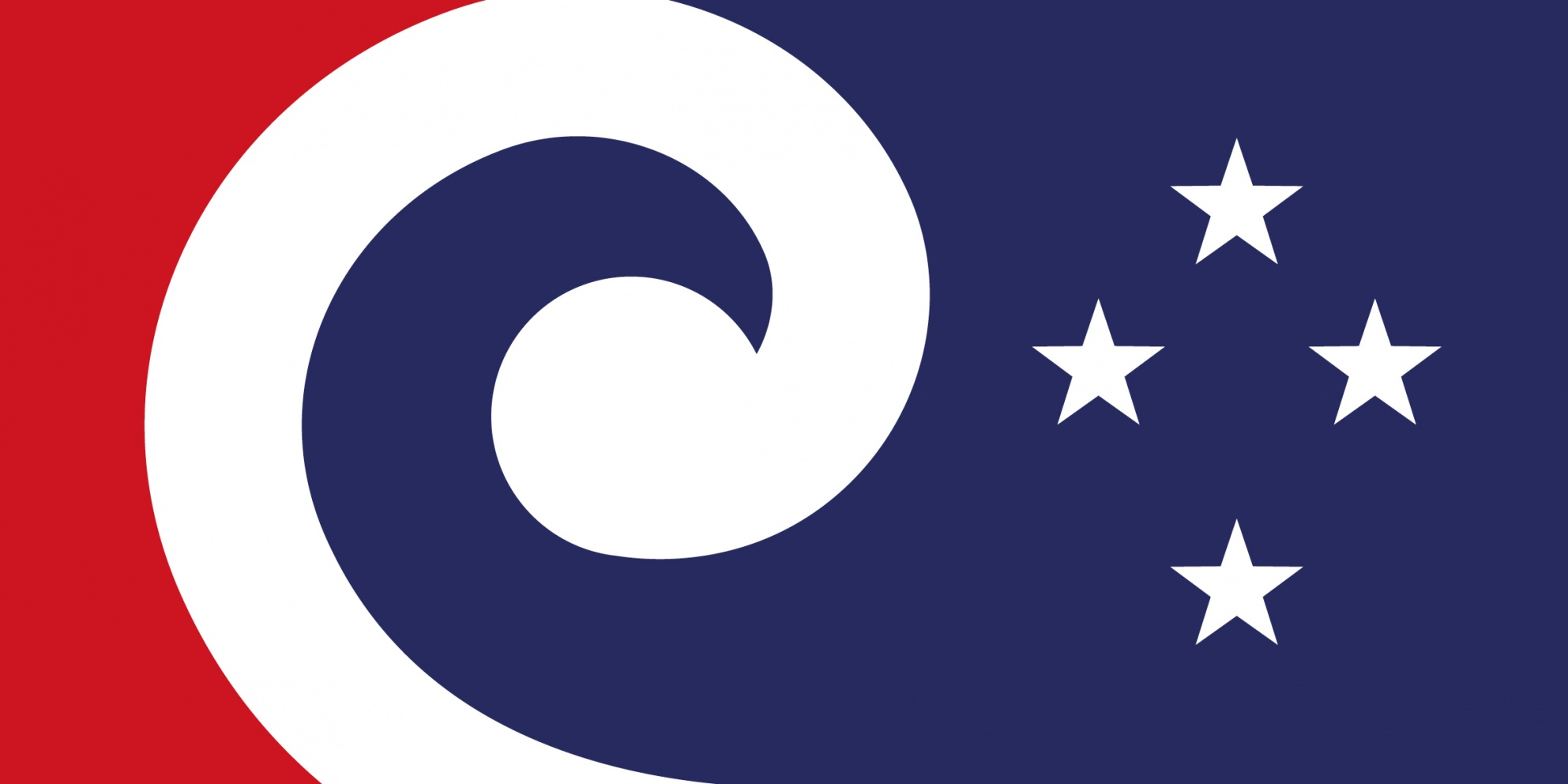
Koru Fin de Daniel Crayford y Leon Cayford
Modern Hundertwasser koru de Tomas Cottle[nota 2]
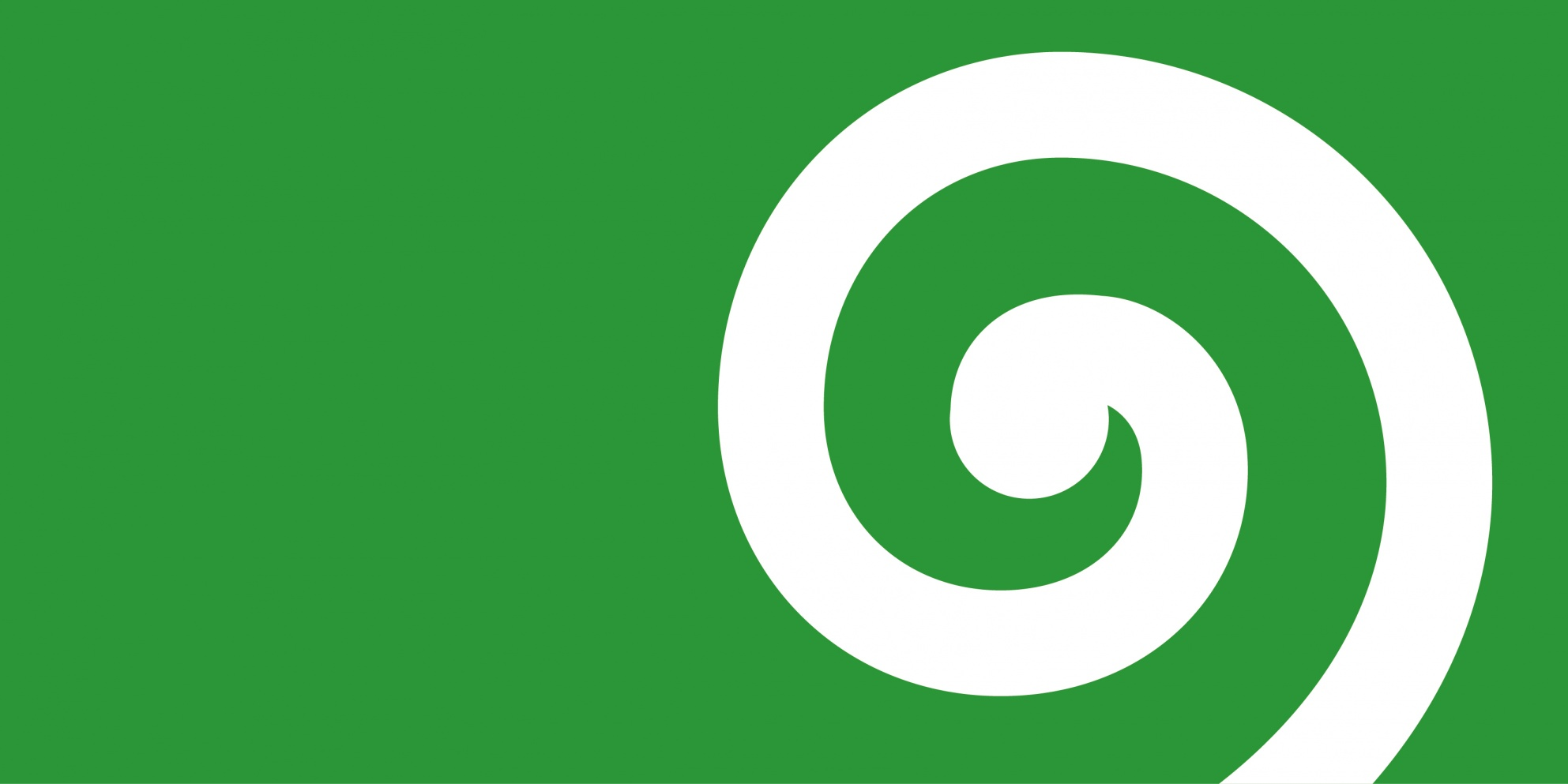
NZ One de Travis Cunningham
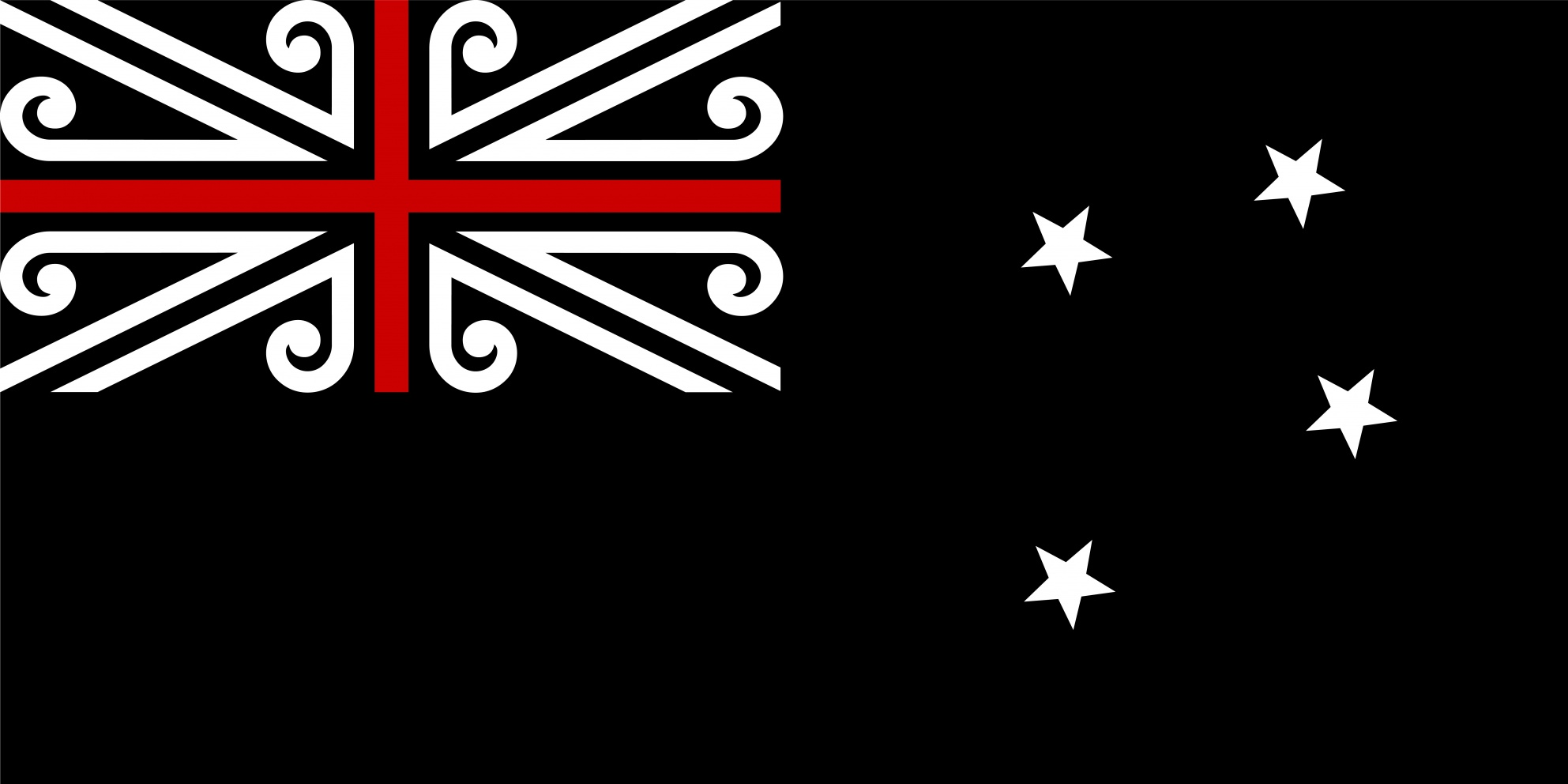
Black Jack de Mike Davison
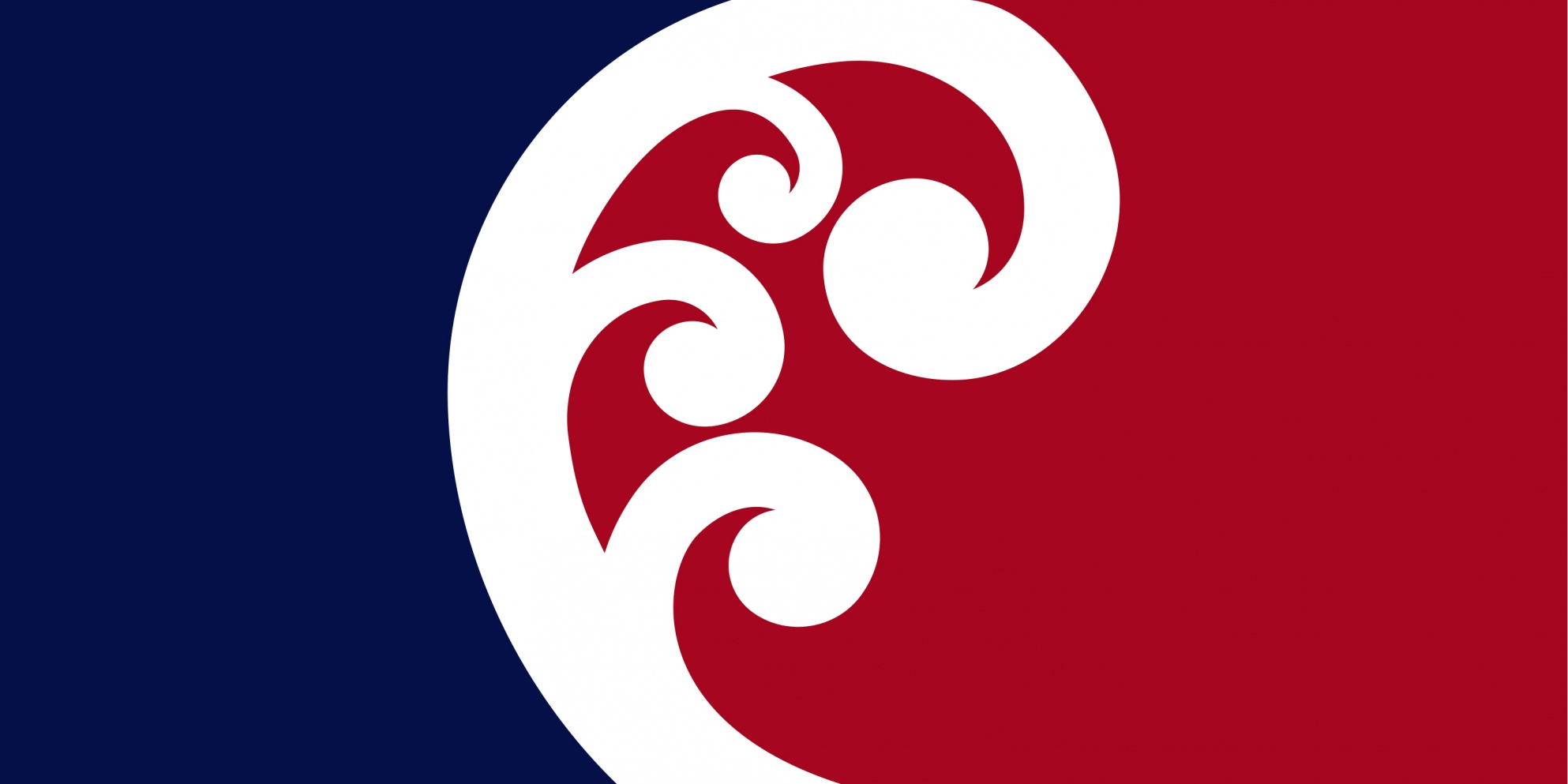
Unity Koru de Paul Densem
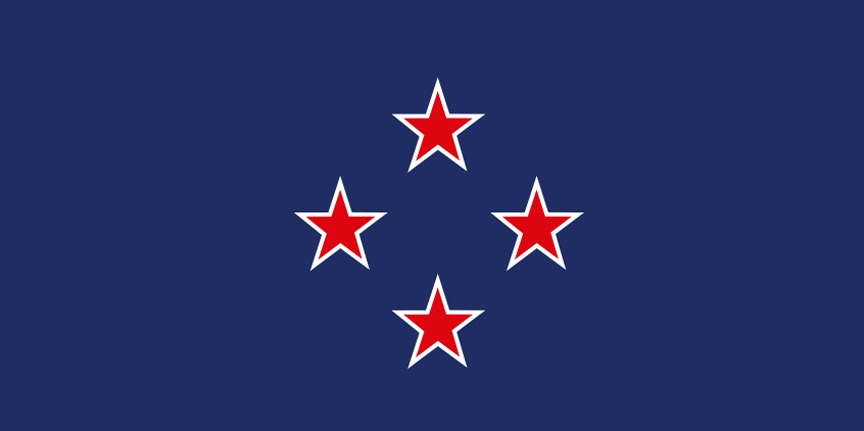
New Southern Cross de Wayne William Doyle
Red peak de Aaron Dustin
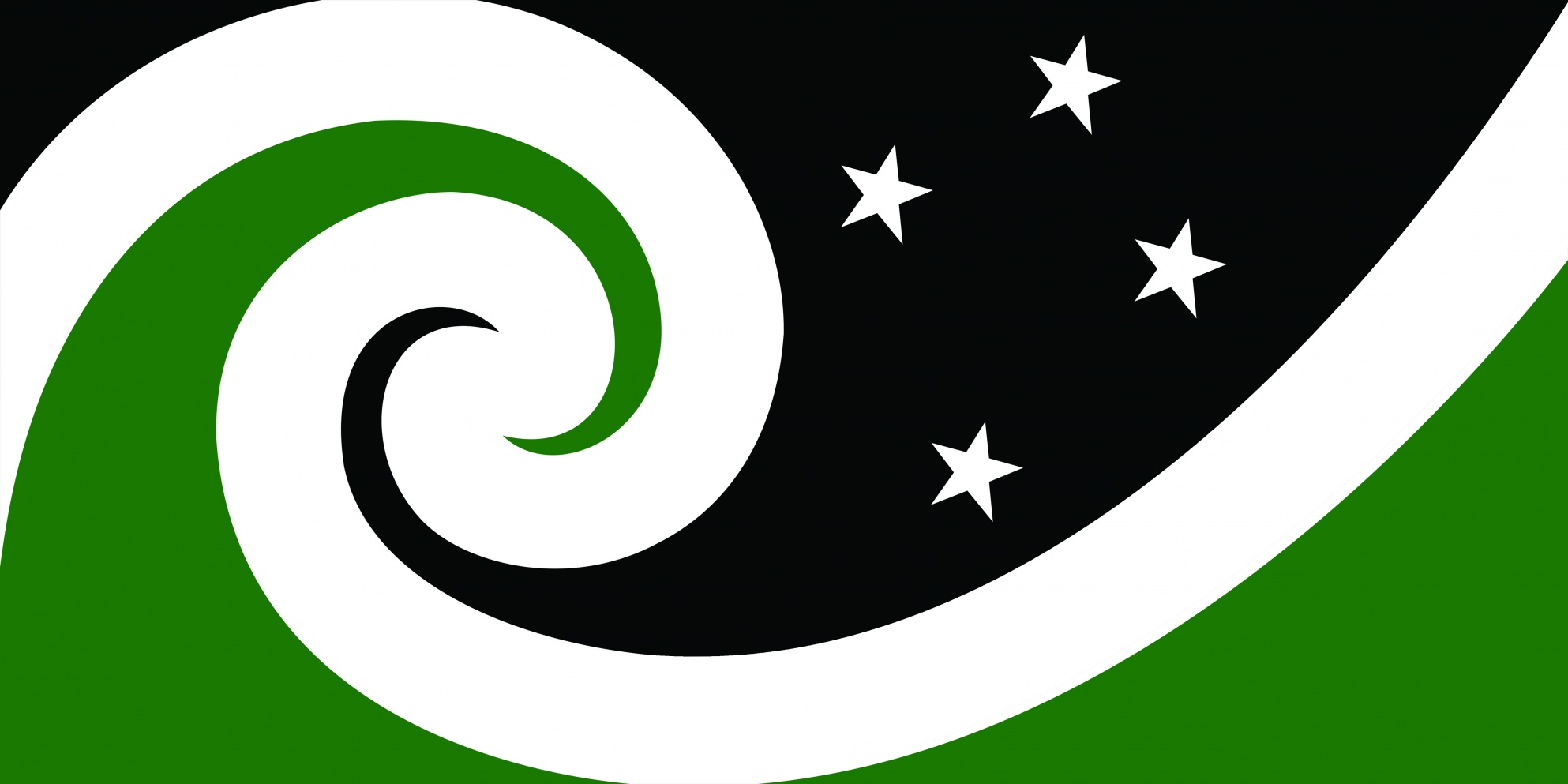
Manawa (negro y verde) de Otis Frizzell
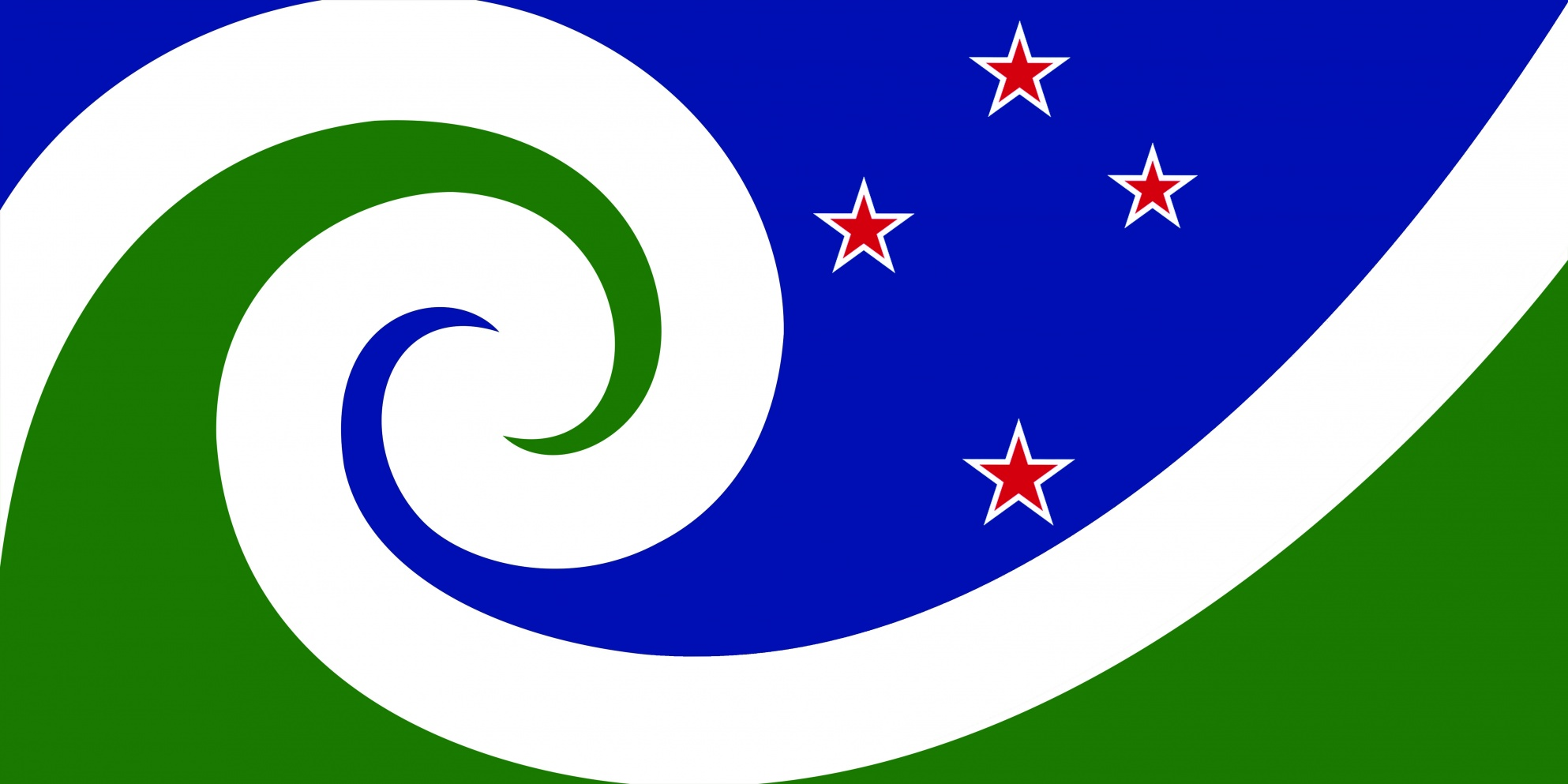
Manawa (azul y verde) de Otis Frizzell
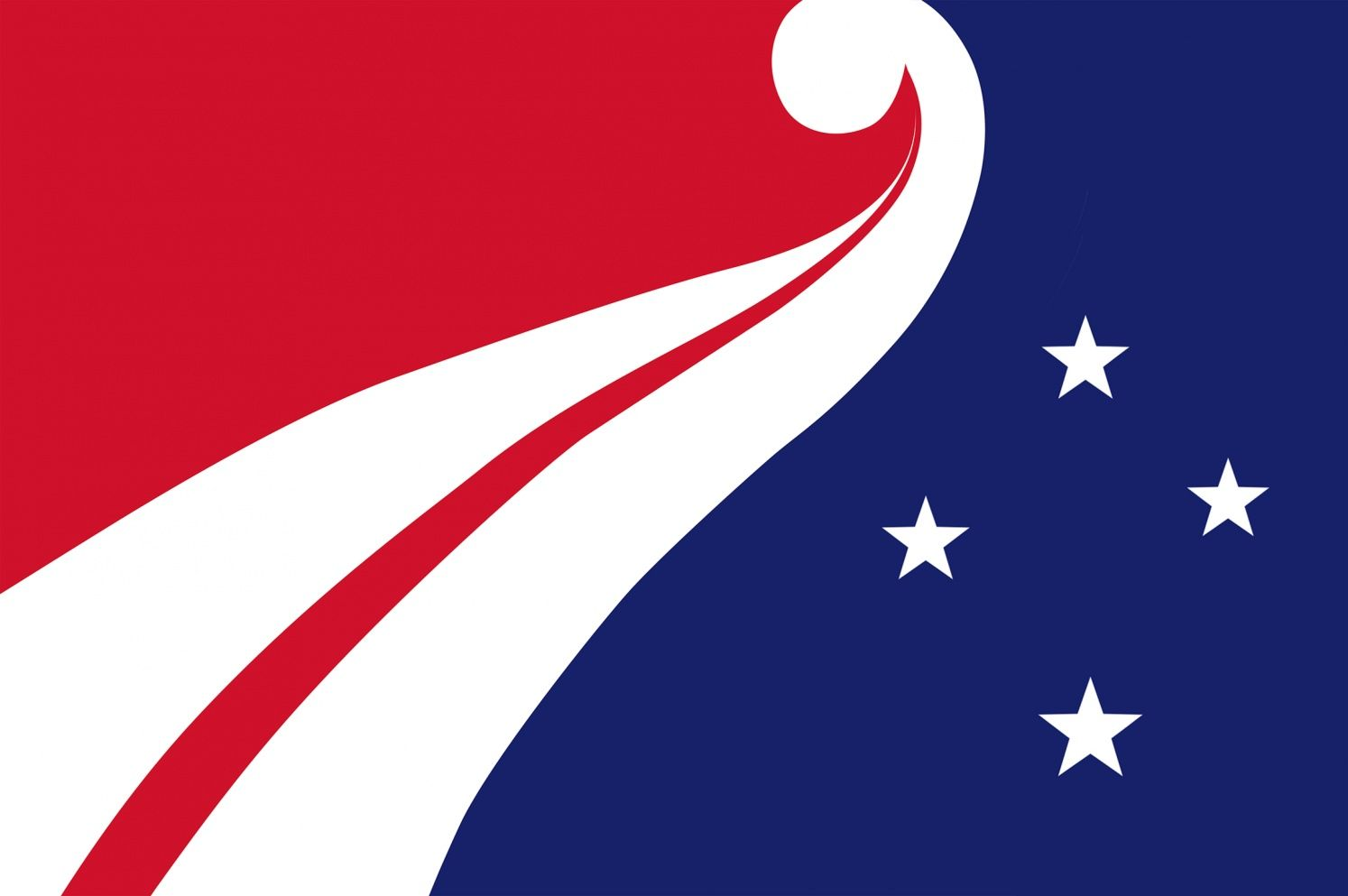
Embrace (rojo y azul) de Denise Fung
Koru (negro) de Andrew Fyfe
Koru (azul) de Andrew Fyfe
Unity Fern (rojo y azul) de Paul Jackways
White and Black Fern de Alofi Kanter
Silver Fern (blanco y negro) de Alofi Kanter
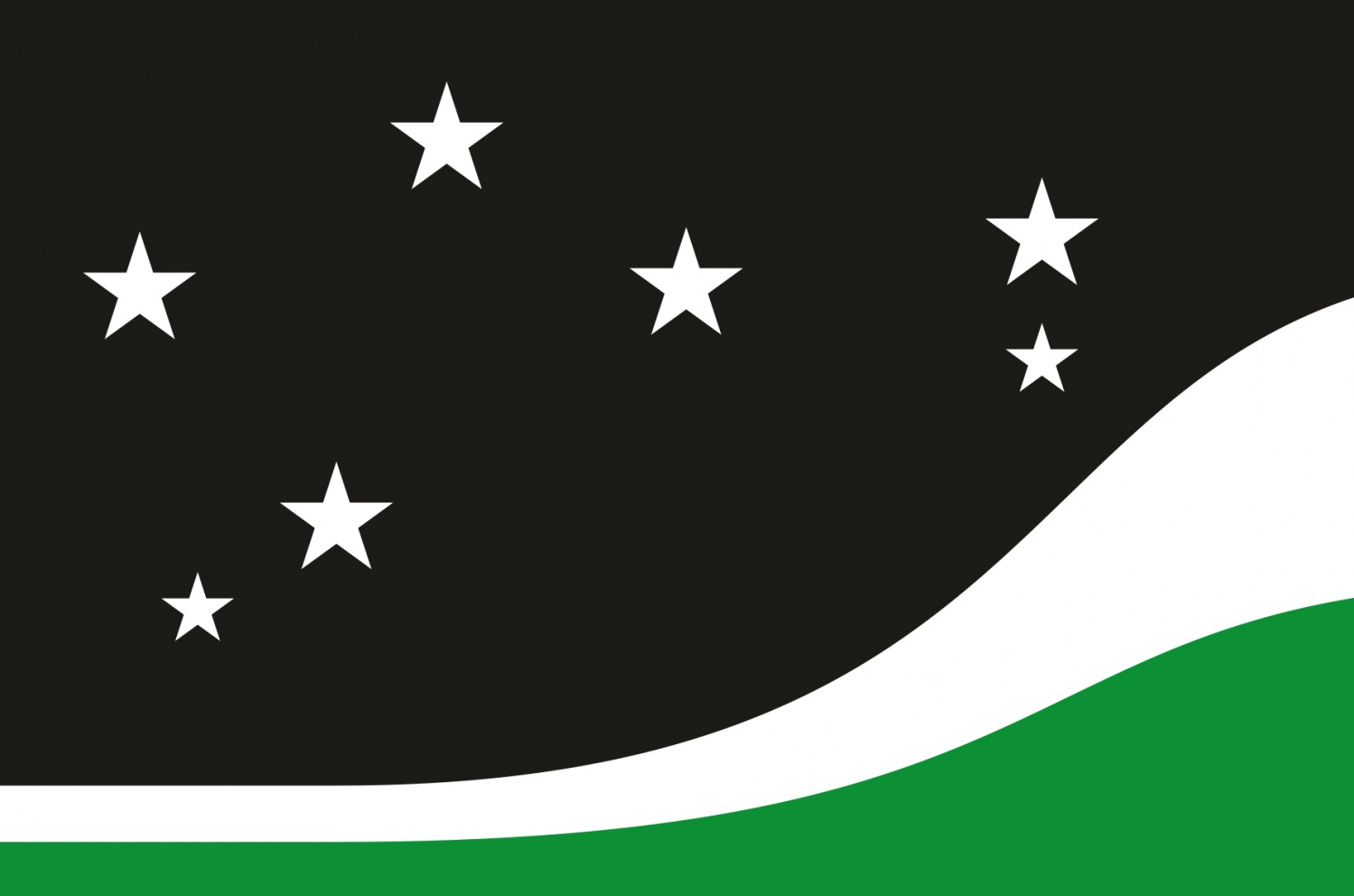
New Zealand Matariki de John Kelleher
Silver Fern (negro con estrellas rojas) de Kyle Lockwood
Silver Fern (rojo, blanco y azul) de Kyle Lockwood
Silver Fern (blanco y negro) de Kyle Lockwood
Silver Fern (blanco, negro y rojo) de Kyle Lockwood
Silver Fern (blanco, negro y azul) de Kyle Lockwood
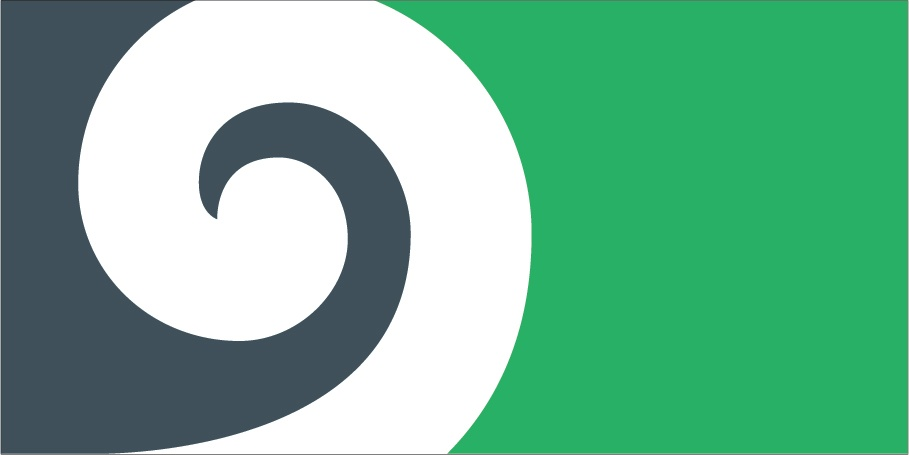
Pikopiko de Grant Pascoe
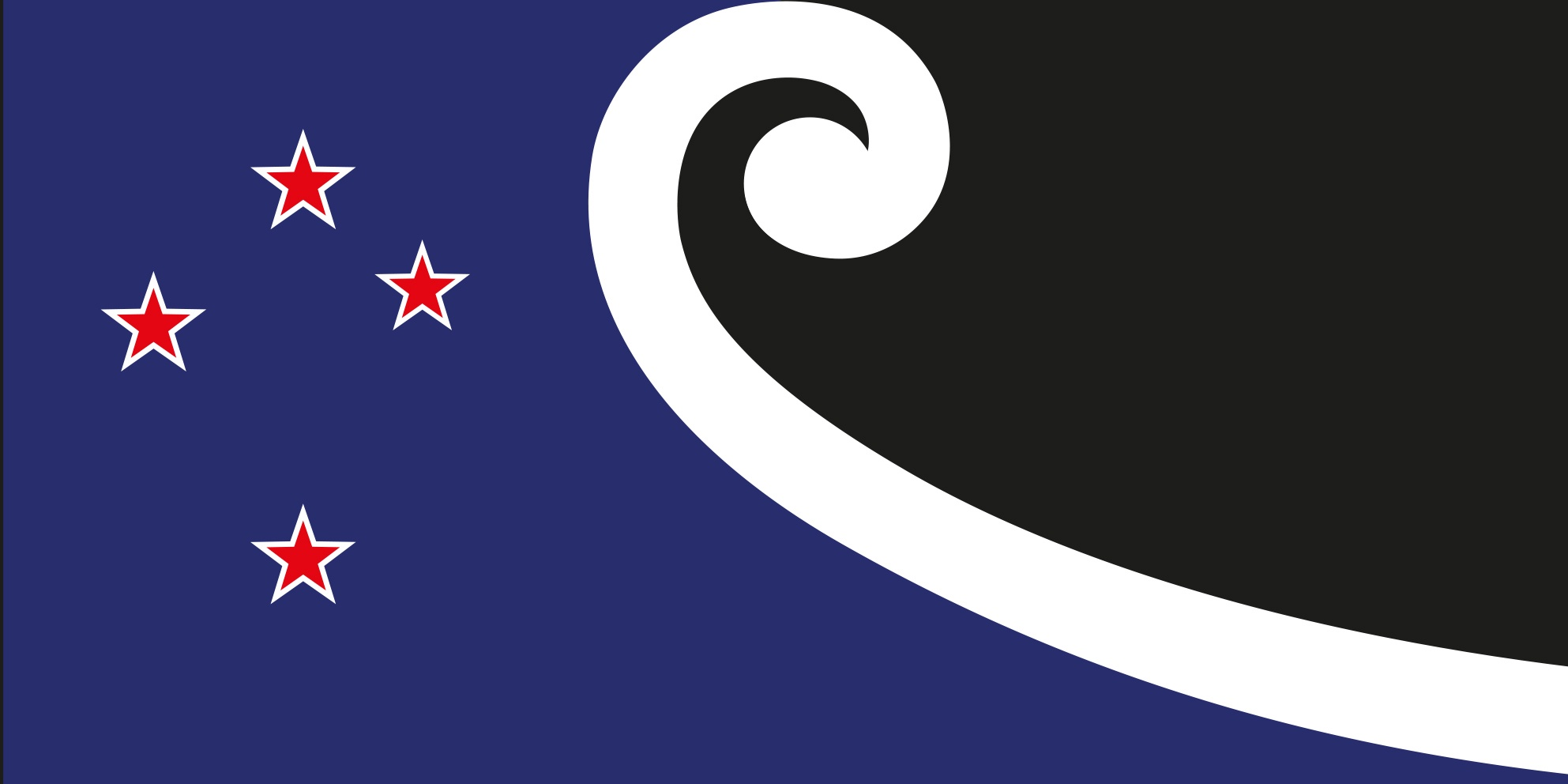
Finding Unity in Community de Dave Sauvage
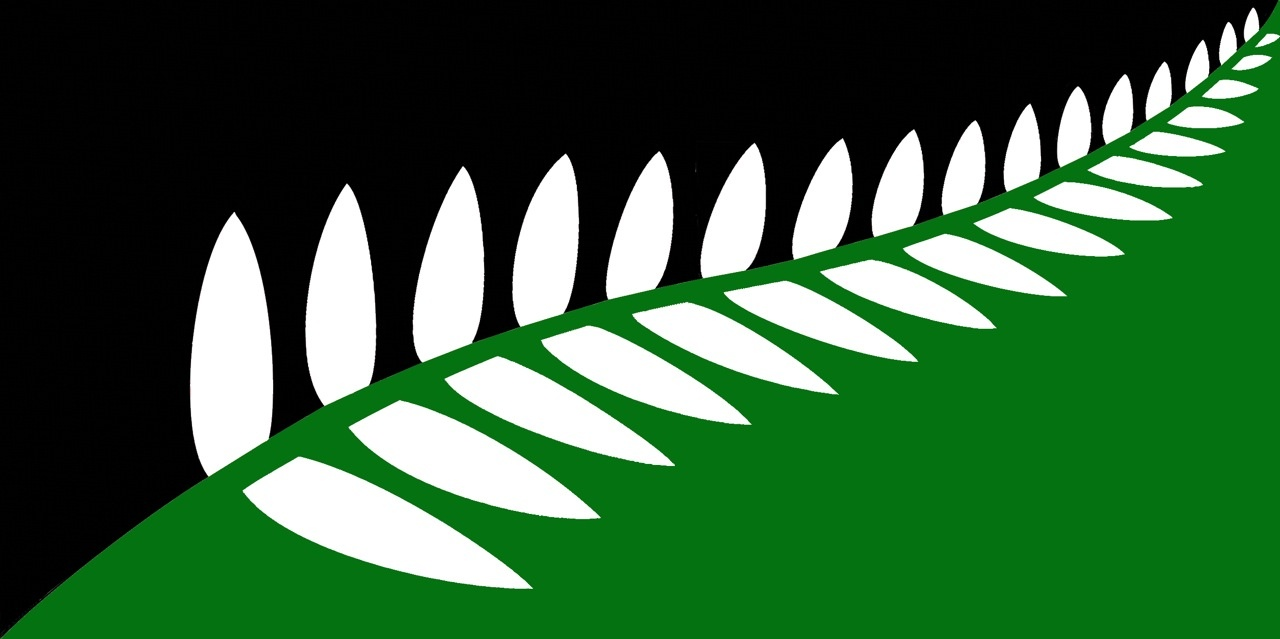
Fern (verde, blanco y negro) de Clay Sinclair and Sandra Ellmers
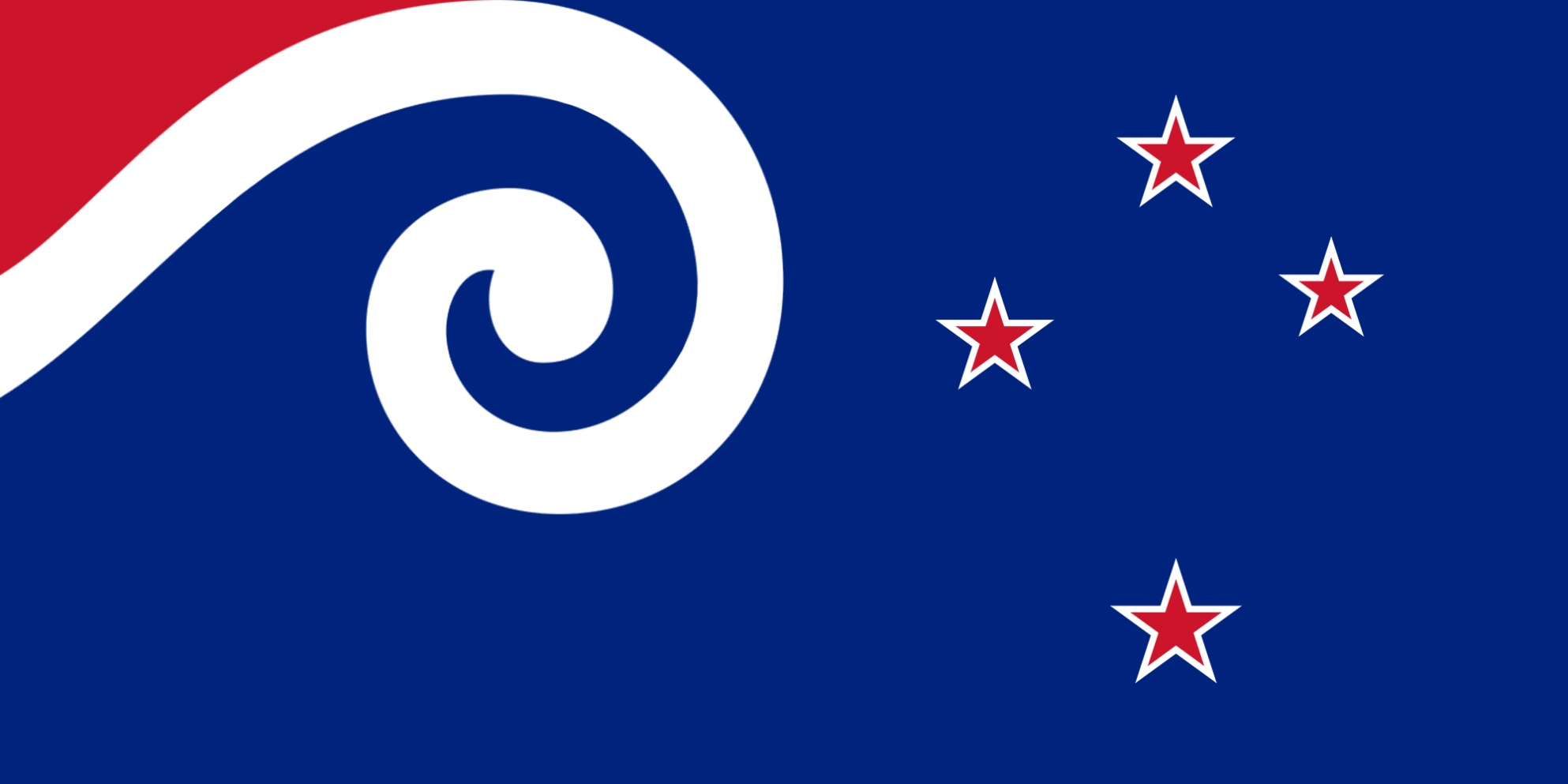
Koru and Stars de Alan Tran
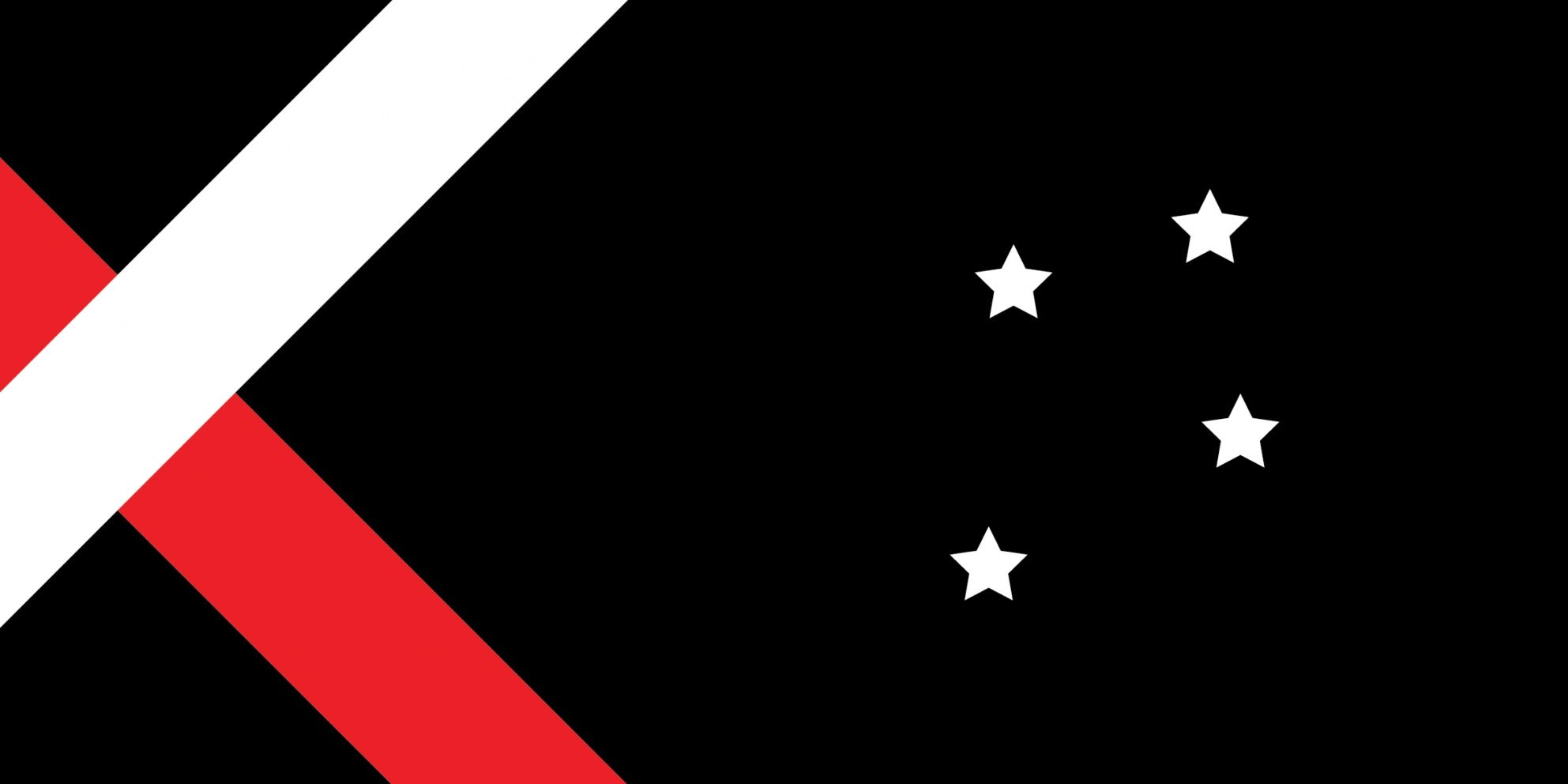
Raranga de Pax Zwanikken
Tukutuku de Pax Zwanikken

## Resultados

### Primer referéndum
«Si la bandera de Nueva Zelanda cambia, ¿qué bandera preferiría?»

Opción A
Opción B
Opción C
Opción D
Opción E

El primer referéndum comenzó el 20 de noviembre de 2015 y finalizó tres semanas después, el 11 de diciembre de 2015. Los resultados preliminares fueron anunciados esa misma noche, mientras que los resultados oficiales se presentaron el 15 de diciembre. Usando un sistema preferencial, se pidió a los votantes clasificar las cinco alternativas para el diseño de la bandera por orden de preferencia. El diseño más votado se enfrentó a la bandera ya existente en el segundo referéndum.
Los opositores al cambio de bandera animaron a los ciudadanos a abstenerse, votar nulo o votar estratégicamente a la peor alternativa como protesta.
| Opción                 | Primera preferencia    | Primera preferencia    | Segunda iteración | Segunda iteración | Tercera iteración | Tercera iteración | Última iteración | Última iteración |
| Opción                 | Votos                  | %                      | Votos             | %                 | Votos             | %                 | Votos            | %                |
| ---------------------- | ---------------------- | ---------------------- | ----------------- | ----------------- | ----------------- | ----------------- | ---------------- | ---------------- |
| Opción A               | 559 587                | 40.15                  | 564 660           | 40.85             | 613 159           | 44.77             | 670 790          | 50.58            |
| Opción E               | 580 241                | 41.64                  | 584 442           | 42.28             | 607 070           | 44.33             | 655 466          | 49.42            |
| Opción B               | 122 152                | 8.77                   | 134 561           | 9.73              | 149 321           | 10.90             | —                | —                |
| Opción D               | 78 925                 | 5.66                   | 98 595            | 7.13              | —                 | —                 | —                | —                |
| Opción C               | 52 710                 | 3.78                   | —                 | —                 | —                 | —                 | —                | —                |
| Total                  | 1 393 615              | 100.00                 | 1 382 258         | 100.00            | 1 369 550         | 100.00            | 1 326 256        | 100.00           |
| Votos no transferibles | Votos no transferibles | Votos no transferibles | 11 357            | 0.73              | 24 065            | 1.56              | 67 359           | 4.35             |
| Votos informales       | Votos informales       | Votos informales       | Votos informales  | Votos informales  | Votos informales  | Votos informales  | 149 747          | 9.68             |
| Votos nulos            | Votos nulos            | Votos nulos            | Votos nulos       | Votos nulos       | Votos nulos       | Votos nulos       | 3372             | 0.22             |
| Total votos            | Total votos            | Total votos            | Total votos       | Total votos       | Total votos       | Total votos       | 1 546 734        | 100.00           |
| Participación          | Participación          | Participación          | Participación     | Participación     | Participación     | Participación     | 48.78            | 48.78            |

### Segundo referéndum

Resultados del segundo referéndum por circunscripción electoral.
Opción 1 (alternativa)
Opción 2 (existente)

«¿Cuál es su elección para la bandera de Nueva Zelanda?»

Opción 1 (diseño alternativo)
Opción 2 (diseño existente)

El segundo referéndum comenzó el 3 de marzo de 2016 y finalizó tres semanas después, el 24 de marzo de 2016. En él se pedía a los votantes elegir entre la bandera existente y el diseño alternativo votado en el primer referéndum. Los resultados mostraron que la bandera existente se había impuesto con un 56,7 % de los votos, frente al 43,3 % del nuevo diseño.
| Option                         | Votos     | Votos  |
| Option                         | Núm.      | %      |
| ------------------------------ | --------- | ------ |
| Opción 1 (bandera alternativa) | 915 008   | 43.26  |
| Opción 2 (bandera existente)   | 1 200 003 | 56.74  |
| Total                          | 2 115 011 | 100.00 |
| Votos informales               | 4942      |        |
| Votos nulos                    | 4554      |        |
| Votos totales                  | 2 124 507 | 100.00 |
| Participación                  | 63.7 %    | 63.7 % |

## Críticas

### Prioridad
Los partidos de la oposición consideraron este problema como de baja prioridad en comparación con otros como el sistema educativo, falta de presupuesto para el sistema de salud, recortes a los servicios de policía, pobreza infantil o los atascos de tráfico en Auckland, entre otros. Trevor Mallard y Phil Goff citaron los resultados de encuestas recientes que muestran la oposición o apatía de una gran parte de la población.
La oposición pública a un cambio de bandera contrastó con la respuesta del primer ministro John Key sobre convocar los referéndums, y miembros del parlamento le acusaron de realizar políticas populistas de pan y circo. Nueva Zelanda Primero dijo que servían como distracción frente a la pobreza y los problemas de vivienda.

### Coste
El coste estimado de sustituir las banderas de los organismos oficiales y de la Fuerza de Defensa de Nueva Zelanda habría sido de al menos 2,69 millones de dólares neozelandeses. Otros costes a tener en cuenta son el cambio de los logos, publicidad de la nueva bandera, almacenamiento de las banderas antiguas —incluyendo productos que la contengan— y actualización de todas las banderas en los sectores privado y deportivo. El Gobierno no otorgaría ninguna compensación por estos costes.
En total, el coste de todo el proceso habría ascendido a unos 26 millones de dólares, que según los partidos de la oposición, podrían destinarse a otros asuntos.

### Parcialidad
Varios parlamentarios criticaron que el proceso estaba inclinado numéricamente en favor de los miembros que el Partido Nacional propuso para el Comité de Estudio de la Bandera, pese a que la lista preliminar de candidatos era aproximadamente neutral. Kennedy Graham expresó escepticismo acerca de que el referéndum reflejara un debate público preexistente, y argumentó que la reciente discusión había sido en realidad iniciada por el anuncio del propio referéndum. Denis O'Rourke dijo que el proceso era antidemocrático, puesto que el comité seleccionaría los diseños alternativos en nombre de los neozelandeses antes de preguntarles si querían un cambio.